# Валсбил
Валсбил (њем. Wallsbüll) општина је у њемачкој савезној држави Шлезвиг-Холштајн. Једно је од 134 општинска средишта округа Шлезвиг-Фленсбург. Према процјени из 2010. у општини је живјело 919 становника. Посједује регионалну шифру (AGS) 1059173.

## Географски и демографски подаци
Валсбил се налази у савезној држави Шлезвиг-Холштајн у округу Шлезвиг-Фленсбург. Општина се налази на надморској висини од 21 метра. Површина општине износи 13,2 km². У самом мјесту је, према процјени из 2010. године, живјело 919 становника. Просјечна густина становништва износи 69 становника/km².